# Харалсън (окръг, Джорджия)
Окръг Харалсън (на английски: Haralson County) е окръг в щата Джорджия, Съединени американски щати. Площта му е 733 km², а населението - 28 616 души. Административен център е град Бюканън.